# Pardirallus
Pardirallus – rodzaj ptaków z rodziny chruścieli (Rallidae).

## Zasięg występowania
Rodzaj obejmuje gatunki występujące w Ameryce (Kuba, Haiti, Jamajka, Meksyk, Belize, Gwatemala, Honduras, Salwador, Nikaragua, Kostaryka, Panama, Kolumbia, Wenezuela, Trynidad, Surinam, Gujana Francuska, Brazylia, Ekwador, Peru, Boliwia, Chile, Paragwaj, Argentyna i Urugwaj).

## Morfologia
Długość ciała 25–38 cm; masa ciała samców 148–219 g, samic 130–233 g.

## Systematyka

### Etymologia
- Pardirallus: łac. pardus, pardi „lampart”, od gr. παρδος pardos „lampart”; rodzaj Rallus Linnaeus, 1758 (wodnik)[6].
- Limnopardalus: gr. λιμνη limnē „bagno”; παρδαλος pardalos „lampart” (tj. cętkowany), także nieznany towarzyski popielatoszary ptak[7]. Gatunek typowy: Rallus variegatus J.F. Gmelin, 1789 (= Rallus maculatus Boddaert, 1783).
- Ortygonax: gr. ορτυξ ortux, ορτυγος ortugos „przepiórka”; αναξ anax, ανακτος anaktos „władca, pan”; w aluzji do starożytnego przesądu, w którym inny chruściel, derkacz, prowadzi przepiórki na południe podczas ich jesiennych migracji[8]. Gatunek typowy:  Rallus sanguinolentus Swainson, 1838.

### Podział systematyczny
Do rodzaju należą następujące gatunki:
- Pardirallus sanguinolentus (Swainson, 1838) – wodniczak ołowiowy
- Pardirallus maculatus (Boddaert, 1783) – wodniczak pstry
- Pardirallus nigricans (Vieillot, 1819) – wodniczak żałobny